# Arquímedes Figuera
Arquímedes José Figuera Salazar (* 6. října 1989, Cumaná, Venezuela) je venezuelský fotbalový obránce a reprezentant, od roku 2023 hráč bolivijského klubu Club Blooming.

## Klubová kariéra
- Trujillanos FC 2009–2014
- Deportivo La Guaira 2014–2016
- U. de Deportes 2017-2018
- Deportivo La Guaira 2019
- Cesar Vallejo 2020-2023
- Club Blooming 2023-současnost[4]

## Reprezentační kariéra
Za reprezentační A-mužstvo Venezuely hrál v letech 2011-2019. Nastoupil do 26 utkání a vstřelil jednu branku. Zúčastnil se mimo jiné turnajů Copa América 2016 a Copa América 2019.